# Muzzy İzzet
Muzzy İzzet, właśc. Mustafa Kemal İzzet (ur. 31 października 1974 w Londynie) – turecki piłkarz mający angielskie korzenie. Podczas kariery występujący na pozycji pomocnika. Jego brat – Kemal – również jest zawodowym piłkarzem.

## Kariera klubowa
Muzzy İzzet swoją profesjonalną piłkarską karierę rozpoczynał w 1993 roku w Chelsea F.C. Konkurencja do gry w podstawowej jedenastce „The Blues” była jednak na tyle duża, że młody Turek nie był w stanie przebić się do pierwszej kadry. W 1996 roku przeniósł się do Leicester City, w barwach którego 2-krotnie zdobył Puchar Ligi Angielskiej – w 1997 i 2000 roku. W ekipie popularnych „Lisów” turecki pomocnik rozegrał łącznie aż 269 spotkań, w których 38 razy wpisał się na listę strzelców. Latem 2004 roku İzzet postanowił zmienić klub i podpisał kontrakt z Birmingham City. W tym zespole nie potrafił się jednak odnaleźć i przez 2 sezony zagrał tylko w 26 meczach, po czym zdecydował się zakończyć swoją przygodę z futbolem.

## Kariera reprezentacyjna
İzzet w reprezentacji swojego kraju zadebiutował w 2000 roku. W tym samym roku Şenol Güneş powołał go na Mistrzostwa Europy, na których Turcy dotarli do ćwierćfinału, w którym zostali wyeliminowani przez Portugalię. W 2002 roku Muzzy İzzet pojechał na Mistrzostwa Świata, na których podopieczni Güneşa niespodziewanie wywalczyli brązowy medal. W meczu półfinałowym nie sprostali późniejszym triumfatorom turnieju – Brazylijczykom, a w pojedynku o 3. miejsce pokonali 3:2 współgospodarzy mundialu – Koreę Południową. Łącznie dla drużyny narodowej İzzet rozegrał 8 spotkań.

## Sukcesy
- Brązowy medal Mistrzostw Świata: 2002